# Cirkusrevyen 1936 (film)
Cirkusrevyen 1936 er en dansk film fra 1936. Filmen er en optagelse af årets cirkusrevy. Filmens instruktører er Alice O'Fredericks og Lau Lauritzen Jr.. Cirkusrevyen blev skrevet af Ludvig Brandstrup, Alfred Kjerulf, Børge Müller, Arvid Müller og Poul Sørensen.

## Handling
Filmtransmission af årets cirkusrevy.

## Medvirkende i udvalg
- Lau Lauritzen jun.
- Ludvig Brandstrup
- Osvald Helmuth
- Emil Hass Christensen
- Bruno Tyron